# Kościół Świętej Trójcy w Dąbiu Kujawskim
Kościół świętej Trójcy w Dąbiu Kujawskim – rzymskokatolicki kościół filialny należący do parafii pod tym samym wezwaniem (dekanat brzeski diecezji włocławskiej).
Jest to świątynia wzniesiona w latach 1789–1790. Ufundowała ją rodzina Zagajewskich. 
Budowla jest drewniana, jednonawowa, wzniesiona w konstrukcji zrębowej. Świątynia nie jest orientowana. Jej prezbiterium jest mniejsze w stosunku do nawy, zamknięte jest trójbocznie, z boku umieszczona jest zakrystia. Z boku nawy znajduje się kruchta. Świątynię nakrywa dach dwukalenicowy, pokryty dachówką, na dachu jest umieszczona ośmiokątna wieżyczka na sygnaturkę. Zwieńcza ją blaszany dach hełmowy z latarnią. Wnętrze nakryte jest obejmującym prezbiterium i nawę płaskim stropem z fasetą. Chór muzyczny jest podparty dwoma słupami i charakteryzuje się prostą linii parapetu. Na chórze jest usytuowany prospekt organowy w stylu barokowym z końca XVIII stulecia, wykonany przez Jana Frejberta. Belka tęczowa jest ozdobiona późnogotycką Grupą Ukrzyżowania z przełomu XV i XVI wieku. Podłoga została wykonana z desek drewnianych. Ołtarz główny i dwa ołtarze boczne reprezentują styl rokokowo-klasycystyczny i powstały pod koniec XVIII wieku. Ambona w stylu późnobarokowym pochodzi z końca XVIII stulecia. Chrzcielnica została wykonana w XIX wieku. Portrety pośmiertne rodziny Zagajewskich powstały na przełomie XVIII i XIX wieku. Pod prezbiterium kościoła znajduje się kruchta.